# Suicide and Redemption
Pistes de Death Magnetic
The Judas Kiss (08) My Apocalypse (10)
Suicide & Redemption est le neuvième titre de l'album Death Magnetic.
Suicide and Redemption est la plus longue chanson instrumentale enregistrée par le groupe Metallica.
C'est aussi la cinquième chanson instrumentale du groupe qui n'en avait pas produit depuis To Live Is to Die sur ...And Justice for All en 1988.

## Titres
- Suicide & Redemption  (Hetfield, Ulrich, Hammett, Trujillo)

## Formation
- James Hetfield : guitare
- Lars Ulrich : batterie
- Kirk Hammett : guitare
- Robert Trujillo : basse